# Stavne
Stavne, česky také Stavná (ukrajinsky Ставне, maďarsky Fenyvesvölgy) je obec v okrese Užhorod v Zakarpatské oblasti na západní Ukrajině. Nachází se v Užanském národním parku, na březích řeky Uh. V roce 2001 žilo ve Stavném 1615 obyvatel.
Ve Stavném je sídlo jednotného územního společenství (hromady), do kterého patří Stavne a tyto další obce:
| Název             | Název            | Název      |
| přepis do latinky | ukrajinsky       | maďarsky   |
| ----------------- | ---------------- | ---------- |
| Husnyj            | Гусний           | Erdőludas  |
| Lubňa             | Лубня            | Kiesvölgy  |
| Luh               | Луг              | Ligetes    |
| Zahorb            | Загорб           | Határhegy  |
| Stužycja          | Стужиця          | Patakófalu |
| Suchyj            | Сухий            | Szuhapatak |
| Tychyj            | Тихий            | Tiha       |
| Užok              | Ужок             | Uzsok      |
| Verchovyna-Bystra | Верховина-Бистра | Határszög  |
| Volosjanka        | Волосянка        | Hajasd     |
| Žornava           | Жорнава          | Malomrét   |

Toto územní společenství má rozlohu 302,6 km2 a v roce 2020 v něm žilo 7102 obyvatel.

## Historie
První písemná zmínka o obci s názvem Zthawna pochází z roku 1567. Do uzavření Trianonské smlouvy byla obec součástí Uherska, poté pod názvem Stavná součástí Československa; byl zde obecní notariát, četnická stanice a poštovní úřad. Od roku 1945 byla součástí Ukrajinské sovětské socialistické republiky, která byla součástí SSSR. Od roku 1991 je obec součástí nezávislé Ukrajiny.